# Rancid EP
Rancid EP – pierwszy album zespołu Rancid wydany w 1992 roku przez Lookout! Records. Utwory zostały zapisane na płycie winylowej, a w 2006 roku wydano album jako CD.

## Utwory

### Strona A
1. I'm Not The Only One
2. Battering Ram

### Strona B
1. The Sentence
2. Media Controller
3. Idle Hands

## Autorzy
- Tim Armstrong - gitara elektryczna, wokal
- Matt Freeman - gitara basowa, wokal
- Brett Reed - perkusja